# 大连理工大学盘锦校区
大连理工大学盘锦校区（Panjin Campus of Dalian University of Technology）是大连理工大学的新校区，是大连理工大学“一校、两地（大连市、盘锦市）、三区（大连凌水校区、开发区校区、盘锦校区）”办学的重要组成部分。
2012年12月30日，经教育部批准建立大连理工大学盘锦校区。2013年9月5日，大连理工大学盘锦校区正式启用。截至2017年9月，大连理工大学盘锦校区位于辽宁省盘锦市人民政府所在地—辽东湾新区，校园占地面积104.3万平方米，建筑面积50.3万平方米；设有8个学院和1个基础教学部，设置21个本科专业（方向），2个一级学科硕士点，28个二级学科硕士点，专业硕士授权点2个（包含4个授予方向）；有各类编制教职工419人，在籍学生5977人，包括全日制本科生5260人，研究生717人，其中博士生142人（含25名留学生）、硕士生575人（含1名留学生）。

## 历史
- 2012年7月28日，大连理工大学与 辽宁省盘锦市人民政府签订战略合作协议。12月30日，经教育部批准建立大连理工大学盘锦校区[1]。
- 2013年9月5日，大连理工大学盘锦校区正式启用，首批1000余名本科生和110余名研究生入驻盘锦校区，大连理工大学伯川书院、大连理工大学令希书院在大连理工大学盘锦校区成立。
- 2014年4月19日，精细化工国家重点实验室在大连理工大学盘锦校区揭牌。4月25日，国家知识产权培训（辽宁）基地在大连理工大学盘锦校区揭牌。
- 2016年6月，大连理工大学国栋书院在大连理工大学盘锦校区成立。9月，大连理工大学国栋书院正式揭牌成立。
- 2017年3月，学校第一个中英4+0合作办学机构-大连理工大学莱斯特国际学院获得教育部批复并在大连理工大学盘锦校区设立。